# Jeff Brownschidle
Jeff Brownschidle (né le 1er mars 1959 à Buffalo, dans l'État du New York aux États-Unis - 13 décembre 1996) est un joueur américain de hockey sur glace. Il est le frère de joueur de hockey professionnel Jack Brownschidle. 

## Carrière de joueur
Il commence sa carrière en 1977 avec les Fighting Irish de Notre Dame dans la Western Collegiate Hockey Association.

## Statistiques de carrière
| Saison      | Équipe                       | Ligue       |     | Saison régulière | Saison régulière | Saison régulière | Saison régulière | Saison régulière |   | Séries éliminatoires | Séries éliminatoires | Séries éliminatoires | Séries éliminatoires | Séries éliminatoires |
| Saison      | Équipe                       | Ligue       | PJ  | B                | A                | Pts              | Pun              | PJ               | B | A                    | Pts                  | Pun                  |                      |                      |
| 1977-1978   | Fighting Irish de Notre Dame | WCHA        | 35  | 6                | 10               | 16               | 30               | -                | - | -                    | -                    | -                    |                      |                      |
| 1978-1979   | Fighting Irish de Notre Dame | WCHA        | 36  | 6                | 17               | 23               | 42               | -                | - | -                    | -                    | -                    |                      |                      |
| 1979-1980   | Fighting Irish de Notre Dame | WCHA        | 39  | 14               | 37               | 51               | 50               | -                | - | -                    | -                    | -                    |                      |                      |
| 1980-1981   | Fighting Irish de Notre Dame | WCHA        | 36  | 4                | 28               | 32               | 56               | -                | - | -                    | -                    | -                    |                      |                      |
| 1981-1982   | Whalers de Binghamton        | LAH         | 52  | 4                | 23               | 27               | 24               | 15               | 2 | 4                    | 6                    | 6                    |                      |                      |
| 1981-1982   | Whalers de Hartford          | LNH         | 3   | 0                | 1                | 1                | 2                | -                | - | -                    | -                    | -                    |                      |                      |
| 1982-1983   | Whalers de Binghamton        | LAH         | 64  | 9                | 18               | 27               | 52               | 5                | 0 | 1                    | 1                    | 23                   |                      |                      |
| 1982-1983   | Whalers de Hartford          | LNH         | 4   | 0                | 0                | 0                | 0                | -                | - | -                    | -                    | -                    |                      |                      |
| 1983-1984   | Whalers de Binghamton        | LAH         | 30  | 2                | 7                | 9                | 50               | -                | - | -                    | -                    | -                    |                      |                      |
| 1983-1984   | Golden Eagles de Salt Lake   | LCH         | 11  | 1                | 7                | 8                | 12               | -                | - | -                    | -                    | -                    |                      |                      |
| Totaux LAH  | Totaux LAH                   | Totaux LAH  | 146 | 15               | 48               | 63               | 126              | 20               | 2 | 5                    | 7                    | 29                   |                      |                      |
| Totaux LNH  | Totaux LNH                   | Totaux LNH  | 7   | 0                | 1                | 1                | 2                | -                | - | -                    | -                    | -                    |                      |                      |
| Totaux WCHA | Totaux WCHA                  | Totaux WCHA | 146 | 30               | 92               | 122              | 178              | -                | - | -                    | -                    | -                    |                      |                      |